# Nébing
Nébing é uma comuna francesa na região administrativa de Grande Leste, no departamento de Mosela. Estende-se por uma área de 7,36 km². Em 2010 a comuna tinha 345 habitantes (densidade: 46,9 hab./km²).